# Brodnica (comune rurale)
Brodnica è un comune rurale polacco del distretto di Brodnica, nel voivodato della Cuiavia-Pomerania.
Ricopre una superficie di 126,96 km² e nel 2004 contava 6 311 abitanti.
Il capoluogo è Brodnica, che non fa parte del territorio ma costituisce un comune a sé.